# Mineria atmosfèrica
La mineria atmosfèrica és el procés d'extracció de materials valuosos o d'altres recursos no renovables de l'atmosfera. A causa de l'abundància d'hidrogen i heli en els planetes exteriors del Sistema Solar, la mineria atmosfèrica pot ser més fàcil que la mineria de les superfícies terrestres.

## Història de la mineria atmosfèrica
La mineria atmosfèrica dels planetes exteriors encara no ha començat.

## Tipus de mineria atmosfèrica

### Mineria d'hidrogen
L'hidrogen pot alimentar la propulsió química i nuclear.

### Mineria d'heli
L'heli-3 pot alimentar la propulsió nuclear.

### Mineria de metà
El metà pot alimentar la propulsió química.

## Exploració per a la mineria atmosfèrica
L'hidrogen i l'heli són abundants en els planetes exteriors.
| Recurs   | Júpiter | Saturn | Urà  | Neptú |
| -------- | ------- | ------ | ---- | ----- |
| Hidrogen | 89.8    | 96.3   | 82.5 | 80.0  |
| Heli     | 10.2    | 3.3    | 15.2 | 19.0  |
| Metà     |         |        | 2.3  | 1.0   |
| Altres   |         | 0.4    | 1.0  |       |

## Mètodes de mineria atmosfèrica

### Aeròstats
Un aeròstat seria una estació flotant en l'atmosfera que recolliria i emmagatzemaria els gasos. Un vehicle transferiria els gasos des de l'aeròstat a una estació orbital sobre el planeta.

### Scoopers
Un scooper seria un vehicle que recolliria i transferiria els gasos de l'atmosfera a una estació orbital.

### Creuers
Un creuer seria un vehicle en l'atmosfera que recolliria i emmagatzemaria els gasos. Un vehicle més petit transferiria els gasos del creuer a una estació orbital.